# БНТ 1
БНТ 1 е първата национална обществена телевизионна програма в България. Излъчва актуални предавания, свързани с обществеността, филми, сериали, български и чужди продукции, спортни събития от Лига Европа, Зимни спортове, Световно първенство по футбол.

## История
Първото официално предаване на Българската телевизия е осъществено на 7 ноември 1959 г. Това е прякото излъчване на 7-ноемврийската комунистическа манифестация от площад „9 септември“ (днес „Александър Батенберг“). Официалното откриване на телевизията в България е на 26 декември 1959 г. в София. От 1964 г. към Министерството на културата е създадена Главна дирекция „Българска телевизия и радио“. През 1971 г. радиото и телевизията в България са обособени в Комитет за телевизия и радио, част от структурата на изпълнителната власт. От 1977 г. Българската телевизия и Българското радио придобиват статут на самостоятелни юридически лица към Комитета за наука, изкуство и култура. През 1986 г. двете медии отново са обединени в Комитет за телевизия и радио към Министерския съвет. На 6 март 1990 г. Деветото обикновено народно събрание приема решение за временния статут на Българската телевизия и Българското радио, съгласно което двете организации се обособяват като самостоятелни институции. От 1 юни 1992 г. телевизията придобива наименованието Българска Национална Телевизия, Първа програма се казва „Канал 1“, а Втора програма – „Ефир 2“. „Ефир 2“ излъчва до 31 май 2000 г., а от 2 май 1999 г. БНТ излъчва сателитната програма за българите в чужбина „ТВ България“. От лятото на 2005 г. Канал 1 се излъчва експериментално в цифров формат DVB-T в ефира на София на 64. канал в дециметровия обхват. От 1 юни 2016 година програмата на канала започва официално излъчване в HD формат на картината.

## Програма
Програмата на БНТ 1 се излъчва в страната чрез 20 основни предавателя и над 700 ретранслаторни станции, предимно в метровия телевизионен обхват. Програмата се излъчва от всички кабелни телевизионни мрежи в България, а също се предава и чрез сателит на територията на Европа, много от предаванията могат да се гледат и в уеб сайта на телевизията. Програмата се предава и свободно в Интернет. От 2011 г. БНТ си връща загубените през 2008 г. права за излъчване на Първенството на България по футбол, заедно с ТВ7 и БТВ Екшън. Каналът предава и други спортни събития като Лига Европа— до 2021, Евро 2012, Световно първенство по футбол, Евро 2016, Олимпийски игри, Евро 2020, Евро 2024 и други. От март 2012 година БНТ 1 се излъчва предимно във формат на картината 16:9, а от 19 май 2016 г. минава към HD излъчване.